# NHL 1917/18
Die NHL-Saison 1917/18 war die erste Spielzeit der National Hockey League. Die Saison wurde in einer Vorrunde mit 14 Spielen und einer Rückrunde mit acht Spielen ausgetragen. Die National Hockey League (NHL) war am 26. November 1917 nach einem Treffen der Verantwortlichen der National Hockey Association (NHA) im Windsor Hotel in Montreal gegründet worden.
Die Besitzer der Canadiens de Montréal, Montreal Wanderers, Ottawa Senators und Quebec Bulldogs beschlossen eine neue Liga zu gründen um Edward J. Livingstone, Besitzer der Toronto Blueshirts aus der NHA, vom Spielbetrieb ausschließen zu können. Auch die Toronto Arenas schlossen sich kurz darauf der Liga an, während die Quebec Bulldogs vorerst auf eine Teilnahme am aktiven Spielbetrieb verzichteten und ihre Spieler auf die anderen Teams verteilten. Somit starteten vier Teams am 19. Dezember 1917 in die Saison, nach sechs Spielen stellten die Montreal Wanderers jedoch den Spielbetrieb ein, da ihre Heimspielstätte einem Feuer zum Opfer gefallen war.
Beide Runden wurden getrennt gewertet, die beiden Tabellenführer spielten in zwei Spielen den Vertreter der NHL für die Finalserie um den Stanley Cup aus. Toronto vertrat die Liga gut und konnte mit einem 3–2-Erfolg den Vertreter der Pacific Coast Hockey Association, die Vancouver Millionaires, besiegen.

## Reguläre Saison

### Abschlusstabellen
Abkürzungen: GP = Spiele, W = Siege, L = Niederlagen, T = Unentschieden, GF = Erzielte Tore, GA = Gegentore, Pts = Punkte
|                       | GP | W  | L | T | GF | GA | Pts |
| --------------------- | -- | -- | - | - | -- | -- | --- |
| Canadiens de Montréal | 14 | 10 | 4 | 0 | 81 | 47 | 20  |
| Toronto Arenas        | 14 | 8  | 6 | 0 | 71 | 75 | 16  |
| Ottawa Senators       | 14 | 5  | 9 | 0 | 67 | 79 | 10  |
| Montreal Wanderers    | 6  | 1  | 5 | 0 | 17 | 35 | 2   |

|                       | GP | W | L | T | GF | GA | Pts |
| --------------------- | -- | - | - | - | -- | -- | --- |
| Toronto Arenas        | 8  | 5 | 3 | 0 | 37 | 34 | 10  |
| Ottawa Senators       | 8  | 4 | 4 | 0 | 35 | 35 | 8   |
| Canadiens de Montréal | 8  | 3 | 5 | 0 | 34 | 37 | 6   |

### Beste Scorer
Abkürzungen: GP = Spiele, G = Tore, A = Assists, Pts = Punkte
| Spieler       | Team     | GP | G  | A  | Pts |
| ------------- | -------- | -- | -- | -- | --- |
| Joe Malone    | Montréal | 20 | 44 | 4  | 48  |
| Cy Denneny    | Ottawa   | 20 | 36 | 10 | 46  |
| Reg Noble     | Toronto  | 20 | 30 | 10 | 40  |
| Newsy Lalonde | Montréal | 14 | 23 | 7  | 30  |
| Corb Denneny  | Toronto  | 21 | 20 | 9  | 29  |
| Harry Cameron | Toronto  | 21 | 17 | 10 | 27  |
| Didier Pitre  | Montréal | 20 | 17 | 6  | 23  |
| Eddie Gerard  | Ottawa   | 20 | 13 | 7  | 20  |
| Jack Darragh  | Ottawa   | 18 | 14 | 5  | 19  |
| Frank Nighbor | Ottawa   | 10 | 11 | 8  | 19  |
| Harry Meeking | Toronto  | 21 | 10 | 9  | 19  |

## Stanley-Cup-Playoffs
Alle Spiele fanden im Jahr 1918 statt

### NHL-Finale
| Toronto Arenas vs. Montréal Canadiens                                    | Toronto Arenas vs. Montréal Canadiens | Toronto Arenas vs. Montréal Canadiens | Toronto Arenas vs. Montréal Canadiens | Toronto Arenas vs. Montréal Canadiens | Toronto Arenas vs. Montréal Canadiens |
| Datum                                                                    | Auswärtsteam                          | Auswärtsteam                          | Heimteam                              | Heimteam                              |                                       |
| ------------------------------------------------------------------------ | ------------------------------------- | ------------------------------------- | ------------------------------------- | ------------------------------------- | ------------------------------------- |
| 11. März                                                                 | Montréal                              | 3                                     | 7                                     | Toronto                               |                                       |
| 13. März                                                                 | Toronto                               | 3                                     | 4                                     | Montréal                              |                                       |
| Toronto gewinnt die Serie mit 10:7 und zieht ins Stanley Cup Finale ein. |                                       |                                       |                                       |                                       |                                       |

### Stanley-Cup-Finale
| Toronto Arenas vs. Vancouver Millionaires              | Toronto Arenas vs. Vancouver Millionaires | Toronto Arenas vs. Vancouver Millionaires | Toronto Arenas vs. Vancouver Millionaires | Toronto Arenas vs. Vancouver Millionaires | Toronto Arenas vs. Vancouver Millionaires |
| Datum                                                  | Auswärtsteam                              | Auswärtsteam                              | Heimteam                                  | Heimteam                                  |                                           |
| ------------------------------------------------------ | ----------------------------------------- | ----------------------------------------- | ----------------------------------------- | ----------------------------------------- | ----------------------------------------- |
| 20. März                                               | Vancouver                                 | 3                                         | 5                                         | Toronto                                   |                                           |
| 23. März                                               | Toronto                                   | 4                                         | 6                                         | Vancouver                                 |                                           |
| 26. März                                               | Vancouver                                 | 3                                         | 6                                         | Toronto                                   |                                           |
| 28. März                                               | Toronto                                   | 1                                         | 8                                         | Vancouver                                 |                                           |
| 30. März                                               | Vancouver                                 | 1                                         | 2                                         | Toronto                                   |                                           |
| Toronto gewinnt die Serie mit 3:2 und den Stanley Cup. |                                           |                                           |                                           |                                           |                                           |

### Stanley-Cup-Sieger
| Stanley-Cup-Sieger Toronto Arenas | Torhüter: Sammy Hebert, Hap Holmes Verteidiger: Harry Cameron, Harry Mummery Angreifer: Jack Adams, Jack Coughlin, Rusty Crawford, Corb Denneny, Jack Marks, Harry Meeking, Reg Noble, Alf Skinner Unbestimmt/Rover: Ken Randall (C) Cheftrainer: Dick Carroll General Manager: Charlie Querrie |